# Heinrich Rempel
Heinrich Rempel (* 14. Juni 1901 in Rummelsburg, Pommern; † 12. Juli 1978 in Apolda) war ein deutscher Prähistoriker, der sich insbesondere bei der Entwicklung der Mittelalterarchäologie in Mitteldeutschland bleibende Verdienste erworben hat.
Heinrich Rempel studierte an der Universität Jena bei Gotthard Neumann Vor- und Frühgeschichte, Geschichte und Geologie und schloss das Studium 1940 mit einer Dissertation über „Die Reihengräberkulturen des frühen Mittelalters im Gau Thüringen“ ab. Bereits seit 1937 war er wissenschaftlicher Hilfsarbeiter am Germanischen Museum der Universität Jena. Rempel war vom 1. Juli 1933 bis zum 31. März 1935 in der SA, am 10. November 1937 beantragte er die Aufnahme in die NSDAP und wurde rückwirkend zum 1. Mai desselben Jahres aufgenommen (Mitgliedsnummer 5.969.939). Während des Zweiten Weltkrieges diente er in der Wehrmacht als Gefreiter unter anderem an der Ostfront.
Nach Kriegsende kehrte er nach Jena zurück und war als Assistent am Vorgeschichtlichen Museum der Friedrich-Schiller-Universität, Institut für prähistorische Archäologie beschäftigt. Im Dezember 1945 wurde unter der Sowjetischen Militäradministration Thüringen (SMATh) aufgrund seiner NSDAP-Mitgliedschaft dienstentlassen. Später arbeitete er am Landesmuseum für Vorgeschichte Halle und ab 1950 am Institut für Vorgeschichte der Deutschen Akademie der Wissenschaften zu Berlin, wo er sich vor allem Forschungen zur Archäologie des Mittelalters widmete. 1966 ging er in Rente. Heinrich Rempel verstarb am 12. Juli 1978 in Apolda. 
Zu seinen bekanntesten Arbeiten zählen die aus seiner Dissertation hervorgegangene und 1966 veröffentlichte Monographie über die „Reihengräberfriedhöfe des 8. bis 11. Jahrhunderts aus Sachsen-Anhalt, Sachsen und Thüringen“ sowie Aufsätze zu Saalfeld/Saale und dem Orlagebiet im frühen Mittelalter, zur slawischen Keramik und der Entwicklung des Reitzubehörs wie Sporen und Steigbügel.

## Auswahl der wissenschaftlichen Arbeiten Rempels
- Die "slawischen" Steilkämme in Thüringen, ein deutscher Typus. Der Spatenforscher 4, 1939, S. 42–48.
- Ein frühdeutsches Reitergrab aus der Gemarkung Henfstädt, Lkr. Hildburghausen. Mannus 32, 1940, 314–320.
- Neue Funde der älteren Eisenzeit aus dem Kreise Oschersleben. Abhandlungen und Berichte für Naturkunde und Vorgeschichte Magdeburg 8 H. 8, 1950, S. 115–117.
- Zu den Reitersporen der Hildagsburg. In: Hans Dunker: Die Hildagsburg. Der Burgwall von Elbeu, Kr. Wolmirstedt. Abhandlungen und Berichte für Naturkunde und Vorgeschichte Magdeburg 8 Hf. 5, 1953, S. 191–233.
- Karolingerzeit. Ausgrabungen und Funde 3, 1958, S. 278 …
- Die mittelslawische Zeit im Süden der DDR (Sorben). Ausgrabungen und Funde 3, 1958, S. 287 …
- Die frühdeutsche Keramik in Thüringen. Prähistorische Zeitschrift 37, 1959, S. 101–124.
- Die sorbische Keramik in Thüringen. Prähistorische Zeitschrift 37, 1959, S. 175–186.
- Saalfeld und der Orlagau in frühgeschichtlicher Zeit. In: Coburg mitten im Reich II (Kallmünz/Opf. 1961) S. 5–30.
- Zur Ostgrenze des Fränkischen Reichs Thüringer Anteil. Alt-Thüringen 6, 1963, S. 506–513.
- Frühe Steigbügel aus Mitteldeutschland. In: Paul Grimm (Hrsg.): Varia Archaeologica. Festschrift Wilhelm Unverzagt. Deutsche Akademie der Wissenschaften zu Berlin, Schriften der Sektion für Vor- und Frühgeschichte 16 (Berlin 1964).
- Reihengräberfriedhöfe des 8. bis 11. Jahrhunderts aus Sachsen-Anhalt, Sachsen und Thüringen. Deutsche Akademie der Wissenschaften zu Berlin. Schriften der Sektion für Vor- u. Frühgeschichte 20 (Berlin 1966).
- Die archäologisch-kulturelle Zuordnung frühgeschichtlicher Funde westlich der Saale. Zeitschrift für Archäologie 2, 1968, S. 68–103.

## Nachrufe und Würdigungen
- Kleine Mitteilungen. Todesfälle. In: Ausgrabungen und Funde 24, 1979, S. 52.
- Werner Gall: Biographische Kurzdaten über Prähistoriker, Sammler, ehrenamtliche Mitarbeiter und andere Personen mit Bedeutung für die südthüringische Archäologie und Heimatgeschichte. Erste Lieferung. Mitteilungen der Gemeinde der Steinsburgfreunde Neue Folge Bd. 4. Hf. 5 Jahrgang 6, 2002, S. 50 f.